# ناحیه حمام ریغه
ناحیه حمام ریغه (به عربی: دائرة حمام ریغة) یک ناحیه در الجزایر است که در استان عین الدفلی واقع شده‌است.